# Bertil Sjögren
Bertil Karl Fredrik Sjögren, född 4 januari 1905 i Mölltorps socken, död 19 januari 1973, var en svensk läkemedelskemist.
Bertil Sjögren var son till komministern Carl Vilhelm Sjögren. Han avlade studentexamen i Skara 1924 och studerade därefter vid Uppsala universitet 1924–1931 och var därunder assistent hos professor The Svedberg. 1931 anställdes han hos AB Astra i Södertälje, där han från 1941 var chef för bolagets centrallaboratorium. Åren 1955–1964 var han chefskemist och chef för Astras forskningslaboratorium. Han blev 1944 ledamot av Ingenjörsvetenskapsakademien och 1945 av Svenska läkaresällskapet samt 1948 medicine hedersdoktor vid Karolinska Institutet. Sjögren genomförde en rad undersökningar inom äggvitekemin och bestämde bland annat genom ultra-centrifugering molekylvikten hos ett flertal äggviteämnen som insulin. Som läkemedelskemist utvecklade han en rad vitamin- och hormonpreparat samt framställde ett peroralt leverpreparat av ny typ (Hepaforte) som fick stor användning. Inom sulfonamidernas område gjorde han viktiga insatser, främst genom sin framställning av sulfathiazol 1938 tillsammans med Johan Laudon, vilken utfördes oberoende av samtidiga utländska upptäckter och innebar ett stort framsteg inom kemoterapin. Han införande av ett kombinationspreparat mellan tre olika sulfanomider (sulfadital) var även ett betydelsefullt framsteg. Sjögren tog initiativet till och planlade Astras 1943 uppförda centrallaboratorium.